# Instituto de Ciências Exatas da Universidade Federal de Minas Gerais

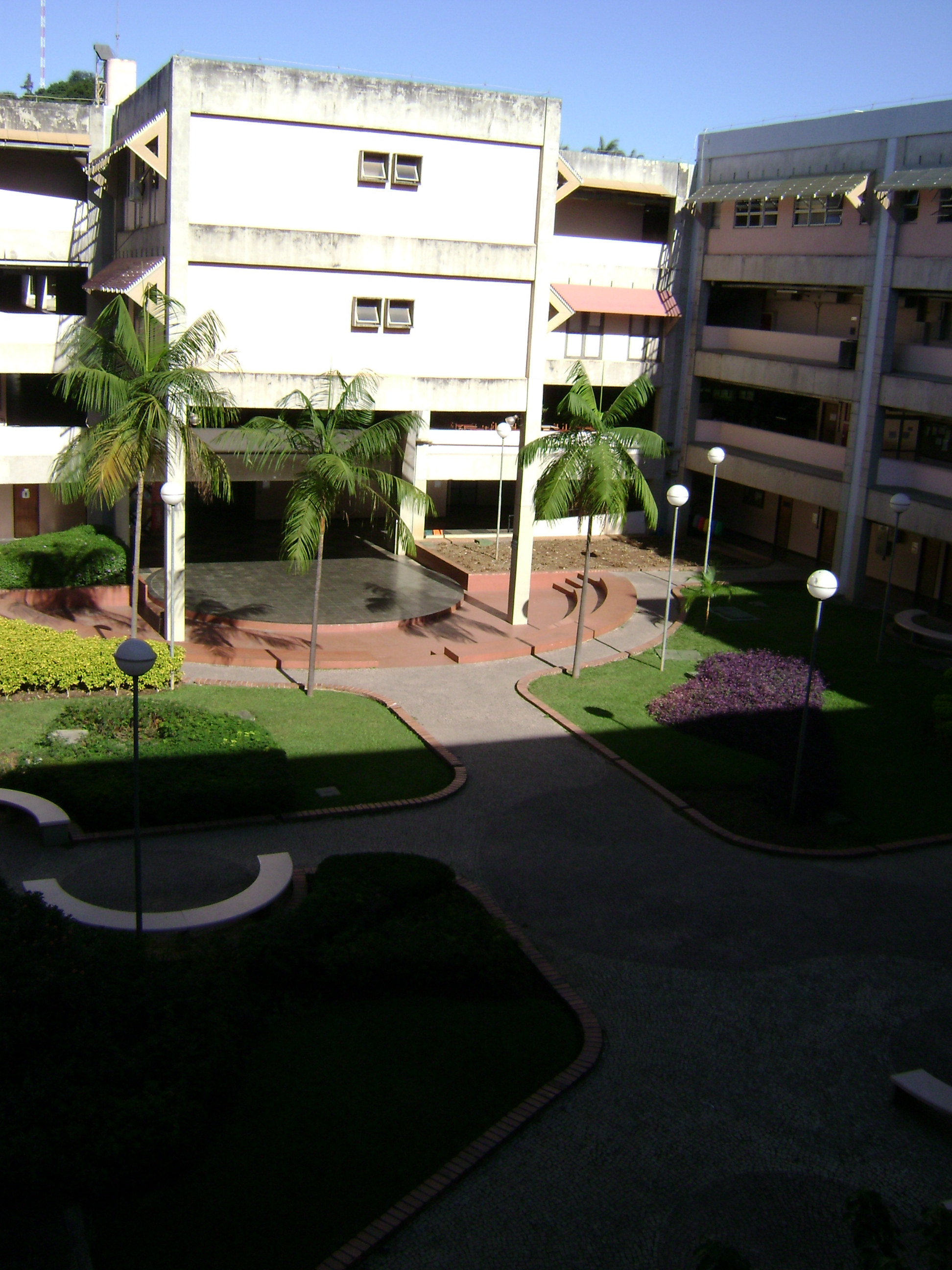
Interior do prédio principal do instituto.

O Instituto de Ciências Exatas da Universidade Federal de Minas Gerais (ICEx) é o local onde estão situados os departamentos de ciência da computação, matemática, estatística e física da UFMG. O departamento de química também é parte do ICEx, mas possui prédio próprio.
O atual diretor do instituto é o professor Francisco Dutenhefner.

## História
Em 1966, a UFMG criou os institutos centrais, frutos das diretrizes traçadas pelo então reitor Aluísio Pimenta. O primeiro, o de biologia, hoje ICB, caminhava bem, mas os de física, química e matemática enfrentavam dificuldades. A solução foi a união das três áreas no Instituto de Ciências Exatas (Icex).
Atualmente o ICEx os seus três departamentos que o originaram cresceram e outros dois surgiram (Ciência da Computação e Estatística). A consolidação do Icex veio com o desenvolvimento de pesquisas que, hoje, são referência para outras universidades. 

## Departamentos

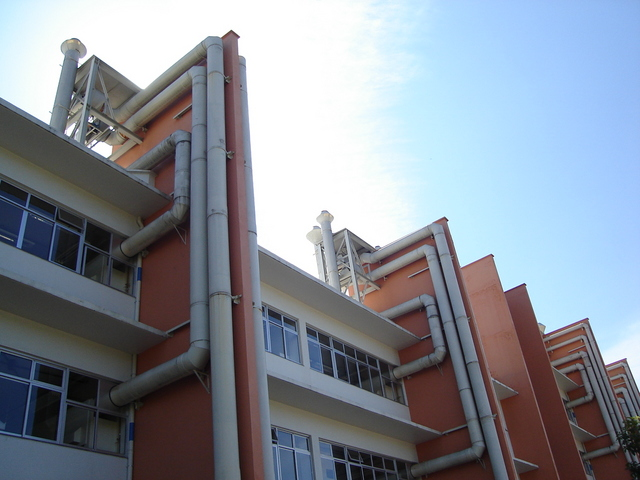
Prédio do Departamento de Química.

O ICEx é composto por cinco departamentos:
- Ciência da Computação
- Estatística
- Física
- Matemática
- Química (em prédio próprio)

### Departamento de Ciência da Computação
O Departamento de Ciência da Computação da UFMG é conhecido nacionalmente pelas suas patentes, entre elas a Estrada Real Digital, e pela criação, por parte dos professores, de importantes empresas como a Akwan Information Technologies, vendida em 2005 para o Google, ou o Miner Technology Group, vendido para o Universo Online em 1999.
O DCC é o ponto de entrada da Rede Nacional de Pesquisa (RNP) na UFMG e, em Minas Gerais, essa Rede está conectada à Internet 2, o que permite a comunicação com outras Universidades e Institutos de Pesquisa do País e do exterior.

#### Sistema Tamanduá
Sistema Tamanduá é um software desenvolvido pelo Departamento de Ciência da Computação que tem por objetivo prover uma plataforma escalável e eficiente de serviços de Mineração de Dados. Este sistema tem sido utilizado em vários órgãos governamentais para apoio à decisão e gestão, e mesmo para detecção de indícios de fraudes no sistema orçamentário do governo. 

## Extensão
No Instituto de Ciências Exatas há vários projetos de extensão, como a Sala de demonstrações e o Grupo de astronomia da UFMG, sendo este último vinculado ao Observatório Astronômico Frei Rosário.